# لوسيوس كيلي
لوسيوس كيلي هو سياسي كندي، ولد في 8 يونيو 1858، وتوفي في 11 يوليو 1932.